# THE SEASON IN THE SUN
『THE SEASON IN THE SUN』（シーズン・イン・ザ・サン）は、日本のロックバンドであるTUBEの3枚目のオリジナル・アルバム。
1986年6月1日にCBS・ソニーからリリースされた。前作『OFF SHORE DREAMIN'』（1985年）よりおよそ半年ぶりにリリースされた作品であり、本作以降バンド名が「The TUBE」から「TUBE」に変更された。
前作が商業的に落ち込みバンド存続の危機に立たされた状況下での作品であり、制作陣には作詞家として亜蘭知子や星野今日子、湯川れい子、森山進治などが参加、作曲家として長戸大幸や織田哲郎が参加、また前田亘輝による自作曲が1曲収録されている。前2作と同様に「夏」「海」「音楽」の3本柱をコンセプトに、前作から継続されたハードロックの要素や新たに16ビートの要素などが導入された。
シングル「シーズン・イン・ザ・サン」（1986年）の大ヒットに伴い、本作はオリコンアルバムチャートにおいて最高位第3位を獲得し大ヒットとなった。

## 背景
TUBEは1985年6月1日にシングル「ベストセラー・サマー」でデビューし、同曲のヒットに伴いテレビ番組や雑誌などに露出する機会が増加することとなった。しかしメンバーは自分たちが待望していた夢と周囲の状況に対して疑問を呈するようになっていた。同年10月21日にリリースされた2枚目のシングル「センチメンタルに首ったけ」はオリコンシングルチャートにて最高位第64位の登場週数4回で売り上げ枚数は0.9万枚となり、また12月1日にリリースされた2枚目のアルバム『OFF SHORE DREAMIN'』はオリコンアルバムチャートにて最高位第62位の登場週数2回で売り上げ枚数は0.4万枚とメンバーの思うような成果は得られず、TUBEの以降のスケジュールは白紙となった。書籍『地球音楽ライブラリー チューブ 改訂版』では同作のセールスに対して「前作と比べると、天国と地獄だったようで、TUBEの初めての冬は苦い季節だった」と記されている。
バンド存続の危機に立たされたTUBEは、1986年4月21日に3枚目のシングル「シーズン・イン・ザ・サン」をリリース。同曲がヒットしなければバンドは解散する意向であり、TUBEはデビュー1周年を迎えながらも瀬戸際に立たされている状況であった。書籍『地球音楽ライブラリー チューブ 改訂版』では、この時の体験が後の楽曲に大きな影響を与えたのではないかと推測したほか、「困難が訪れたときの彼ら4人の特別な結束力は、ここに種がある」と記されている。作詞を亜蘭知子、作曲を織田哲郎が手掛けた「シーズン・イン・ザ・サン」はオリコンシングルチャートにて最高位第6位の登場回数21回で、売り上げ枚数は31万枚となる大ヒット曲となった。同曲のリリースに伴いメンバーの衣装は白いTシャツと洗いざらしのブルージーンズに変更され、新生TUBEとして再出発することとなった。

## 録音、制作
1985年末のミーティングにおいて、年初からレコーディングが開始される予定を聞かされていたメンバーであったが、具体的な日程は決まっておらず事務所側からの連絡は来ていない状態であった。金銭的な事情でそれまで使用していたスタジオを借りることも出来なくなったメンバーは、春畑道哉の知り合いが所有する倉庫を使用して練習を行う日々を行っていた。練習に明け暮れる中、とある日に前田亘輝が微笑を浮かべながら遅れて倉庫に到着、不審に思うメンバーに対して事務所からレコーディング開始の通知が来たことを伝えた。その後次にリリースするシングルが織田哲郎の制作曲であることが決定し、毎日のようにレコーディング・スタジオに通っていたメンバーはその曲のデモテープを試聴することとなった。デモテープには日本語とも英語ともつかない歌詞の織田によるボーカルが収録されており、それを聴いたメンバーは電流が走ったかのような衝撃を受けたという。織田の制作曲はそれまでのシングル曲とは異なる雰囲気の楽曲であり、メンバーは「絶対にいいものに仕上げたい」と意気込みを示し、前田は「もうこの曲に賭けるしかないな」と述べたという。
レコーディング作業後のとある夜、前田の愛車であるホンダ・シティにはコーラス担当の伊藤一義が同乗しており、完成したばかりの「シーズン・イン・ザ・サン」を伊藤に聴かせたうえで、前田は伊藤に対して「この曲がコケたら、俺たちやめようかと思うんだけど」と述べた。メンバーはメジャー・デビューしたことで純粋な音楽活動だけでは継続が不可能であることを悟っており、ライブハウスなどでの公演を重ねた下積み期間を経ていないままにデビュー曲がヒットしたことで、レコード・セールスに関わる問題を背負っていたため逆に追い込まれる事態になっていた。前田は「シーズン・イン・ザ・サン」がヒットしなかった場合は、また原点に戻ってライブハウス公演などで地道な活動を続ける覚悟を決めていた。また伊藤はTUBEのコーラスを依頼された際に、とあるスタッフから「このバンド、1年ももたないかもしれないけど、とりあえず手伝ってやってよ」と言われていたと述べている。

## 音楽性と歌詞
デビュー曲やファーストアルバムがヒットしたものの続くシングルやアルバムが売れず、デビュー1年目にして「天国と地獄」を味わったTUBEであったが、一発屋として完結するかバンドが存続できるのかという重大な岐路において、メンバーによる相当な意気込みで本作は制作された。TUBEは重大な局面であるにも拘わらず、前作までと同様に「夏」「海」「音楽」という3本柱を変更することなく、より強固に打ち出す作品として本作を制作した。1曲目の「Weekend-NATU-通信」は作詞および作曲、編曲すべてを前田亘輝が担当しており、これに関して書籍『地球音楽ライブラリー チューブ 改訂版』では「これは前田のワンマン体制を示すものではなく、彼がTUBEを導くことをあらわしている」と記されている。また前作で導入されたハードロックの要素は2曲目の「夏の住所はOn The Beach」に受け継がれた。同曲の歌詞はサーファーの心情を表したものになっているが、書籍『地球音楽ライブラリー チューブ 改訂版』では波を女性に置き換えることでラブソングにもなり、波を人生の障害に置き換えることでライフソングとなることを指摘、さらに歌詞中の「冬のMemory」という部分が冬季にリリースされた前作にまつわる苦悩と重ねることで、「彼らのファイティング・スピリットの宣誓とも受け取れる」と記されている。7曲目の「Right On!」を始めとした数曲において新境地となる16ビートが導入されており、元々8ビートを基調としていた前田にとっては戸惑いがあったのではないかと同書では推測した上で、数年後には前田流の16ビートが展開されていることを指摘し「彼の才能や恐るべし」と記している。また、「Right On!」および「サザン・パシフィック」はバンド自体が編曲を担当しているが、これについて同書では「若さ故、アイドル・グループ扱いされがちだったが、その裏で彼らは自立に向かい一歩一歩前進していたのである」と記されている。

## リリース、チャート成績
本作は1986年6月1日にCBS・ソニーからLP、CD、CTの3形態でリリースされた。本作からバンド名が「The TUBE」から「TUBE」に変更されたことを踏まえて、書籍『地球音楽ライブラリー チューブ 改訂版』では「前2作は序文であり、本作から本題に突入したとも位置づけられる」と記されている。
本作のLP盤はオリコンアルバムチャートにて最高位第3位の登場週数21回で売り上げ枚数は24.9万枚、CT盤は最高位第12位の登場週数23回で売り上げ枚数は16.0万枚、CD盤は最高位第3位の登場週数21回で売り上げ枚数は10.8万枚となり、総合の売り上げ枚数は51.7万枚となった。本作からの先行シングル「シーズン・イン・ザ・サン」の大ヒットに伴い本作も大ヒットする形となり、TUBEにとって本作は出世作となった。本作はその後CD盤のみ1991年7月1日および2003年7月2日に再リリースされている。

## アートワーク
シングル「シーズン・イン・ザ・サン」のリリースが迫ったある日、事務所を訪れたメンバーに社長は20万円を手渡し衣装を用意するよう促した。この時にメンバーは初めて2枚目のシングル「センチメンタルに首ったけ」（1985年）の際に着用していたレザーの衣装が高額であったことを知り、そのため「シーズン・イン・ザ・サン」に対する予算がなくなったことを聞かされた。メンバーは原宿へ行き衣装となる服を探したが、ラフォーレ原宿を始めとしてどの店も金額が一桁は違うほど高額であり、途方に暮れたメンバーは古着屋を発見、大量に展示されたジーンズを見たメンバーはジーンズにTシャツという服装を考案、デビュー時と同じ青と白の構成であり予算内に収まることから後のTUBEの定番であるスタイルがここで確立することとなった。

## ツアー
本作を受けたコンサートツアーは「夏まで待てない Sea-Side Vibration'86」と題して、本作リリース前の1986年5月8日の稚内総合文化センター公演を皮切りに、同年8月18日の鹿児島市民文化ホール公演まで29都市全29公演が行われた。当時レコーディングばかりに時間を追われていたTUBEにとって、初となったこのコンサートツアーは不安よりも人前で演奏できることの喜びの方が大きく、バンドとしての本当の意味での活動が開始できるとの思いから喜び勇んでツアーへと向かうことになった。同ツアーでは初日から12か所目まではすべて北海道での公演となっていたが、それは「センチメンタルに首ったけ」が理由は不明ながらも北海道においてのみ評判が良かったためであった。また、道内の移動はすべて車で最小限のスタッフとともにメンバーは自ら機材の搬入や搬出、移動中の運転も行わなければならない状態であった。当時はメンバーが順番に運転しながらの移動となっており、カーナビゲーションも存在しなかったためコンパスと地図を見ながら会場を目指す状態であった。しかし初めてのツアーであったことから、メンバーはそれらの事を当たり前であると感じていたという。
公演会場は公民館のような場所が多く、天井に扇風機が付いているなど町の公民館といった趣であり、また会場に集まった聴衆の多くはロックバンドのライブを観覧するのが初めてでTUBEの名前も知らないような状態であった。そのためホール規模の会場は客席が埋まっておらずガラガラの状態であり、また会場によっては富士山が書かれた垂れ幕が下げられており、会館側の人物から外せないと言われたために垂れ幕をくぐってステージに登場することもあったという。会館によっては出演台帳のようなものに記帳しなくてはならず、TUBEの前に公演記録が記されていたのが楽曲「岸壁の母」（1972年）で知られる二葉百合子であったため、前田は「恐れ多いなと思いながら記帳した覚えがあります」と述べている。客層は子供から老人まで幅広く、公演中に子供が席を立って走り回ることや音の大きさに驚いた老人が途中で帰ってしまうなど様々なトラブルが発生、最も大きなトラブルはスタート直後に電源が切れてしまったことであり、普段は大量の電源を使用しない会場であったために松本玲二がカウントを取りドラムスを叩いた瞬間に会場が真っ暗になった。結果としてその日は照明を付けずにスポットライト1本のみでライブを行ったものの、ステージが暗いためにメンバーは何度もお互いの体をぶつけながら演奏することとなった。
ハプニング続きのツアーであったが、地元の人々とライブ以外においても触れ合う機会が多く存在し、リハーサル終了後に空腹を抱えていたメンバーに地元の老婆たちがふかしたジャガイモを振舞うこともあった。また、道内のラジオ局でのベストテン番組において「シーズン・イン・ザ・サン」がランキングを上昇し、10位にランクインするなど活動が実を結ぶ結果となった。「シーズン・イン・ザ・サン」の順位がランキングチャートを上昇し、第1位を獲得しそうな情勢になった際、車で次の会場へと向かっていたメンバーは偶然ラジオ局を発見したためにアポなしでの出演を交渉、番組スタッフは半信半疑の状態であったが結果として生放送番組に出演することとなった。
また同ツアーには野外会場も含まれており、ホールとは大きさも動員数も倍となる会場での公演は、デビュー後1年しか経過していないTUBEにとっては無謀とも言える状態であった。TUBEはそれまで東京郵便貯金会館公演を1日行った程度であり、約3千人の収容数を誇る日比谷野外音楽堂での公演が成功するかは未知数の状態であった。しかしメンバーはデビュー当時に他のバンドとともに出演した海岸でのジョイントライブにおける開放的な空間でのライブの心地よさを覚えており、「またいつかこういう場所で自分達だけのライヴがしたい」との思いから周囲の不安の声を押し切って野外ライブを決行することとなった。8月10日の日比谷野外音楽堂公演において、当日聴衆が集まらないことを不安に思っていたメンバーであったが実際には立ち見が出るほどの動員となり、本編が終わった後に聴衆からTUBEコールが巻き起こると感極まったマネージャーがステージ上に現れるなどのハプニングもあったが当日の公演は無事に終了することとなった。この公演により野外公演の良さを知ったメンバーは、翌年以降夏においてはホール・ツアーだけでなく野外ライブ・ツアーを行うようになった。

## 収録曲
- CDブックレットに記載されたクレジットを参照[30]。

| #         | タイトル                                                  | 作詞       | 作曲      | 編曲      | 時間  |
| --------- | --------------------------------------------------------- | ---------- | --------- | --------- | ----- |
| 1.        | 「Weekend-NATU-通信」(WEEKEND-NATU-TSŪSHIN)               | 前田亘輝   | 前田亘輝  | 前田亘輝  | 4:18  |
| 2.        | 「夏の住所はOn The Beach」(NATU NO JŪSHO WA ON THE BEACH) | 西村麻美   | 長戸大幸  | 前田亘輝  | 3:51  |
| 3.        | 「シーズン・イン・ザ・サン」(THE SEASON IN THE SUN)       | 亜蘭知子   | 織田哲郎  | 織田哲郎  | 4:02  |
| 4.        | 「あの娘に急上昇」(ANOKO NI Q-JŌSHŌ)                      | 星野今日子 | 長戸大幸  | 長門大幸  | 3:51  |
| 5.        | 「わたせなかった I need you」(WATASENAKATTA I NEED YOU)   | 前田亘輝   | 織田哲郎  | 織田哲郎  | 4:20  |
| 合計時間: | 合計時間:                                                 | 合計時間:  | 合計時間: | 合計時間: | 20:22 |

| #         | タイトル                                   | 作詞       | 作曲      | 編曲      | 時間  |
| --------- | ------------------------------------------ | ---------- | --------- | --------- | ----- |
| 6.        | 「内海 Seaside」(UTSUMI SEASIDE)           | 杉村紫世   | 長戸大幸  | 前田亘輝  | 3:43  |
| 7.        | 「Right On!」(RIGHT ON!)                   | 湯川れい子 | 長戸大幸  | TUBE      | 4:11  |
| 8.        | 「サザン・パシフィック」(SOUTHERN PACIFIC) | 前田亘輝   | 鹿紋太郎  | TUBE      | 4:02  |
| 9.        | 「Have a nice trip」(HAVE A NICE TRIP)     | 森山進治   | 瀬井広明  | 林有三    | 4:30  |
| 10.       | 「Tears」(TEARS)                           | 湯川れい子 | 織田哲郎  | 織田哲郎  | 4:23  |
| 合計時間: | 合計時間:                                  | 合計時間:  | 合計時間: | 合計時間: | 20:49 |

## スタッフ・クレジット
- CDブックレットに記載されたクレジットを参照[31]。

### TUBE
- 前田亘輝 – リード・ボーカル、ギター
- 春畑道哉 – ギター、キーボード、バックグラウンド・ボーカル
- 角野秀行 – ベース、バックグラウンド・ボーカル
- 松本玲二 – ドラムス、バックグラウンド・ボーカル

### スタッフ
- 長戸大幸 – プロデューサー
- 小松久 – ディレクター
- 渡部良 – ディレクター
- 酒井政利 – エグゼクティブ・プロデューサー
- 菅原潤一 – エグゼクティブ・プロデューサー
- 坂本充弘（スタジオバードマン） – レコーディング・エンジニア
- 伊藤宏樹（スタジオバードマン） – アシスタント・エンジニア
- 島田勝弘（スタジオバードマン） – アシスタント・エンジニア
- 富田哲郎 – マスタリング・エンジニア

- 仁張明男 – アート・ディレクション、デザイン
- 坂井智明 – デザイン
- 山内順仁 – 写真撮影
- 竹迫謙一 – ヘアー・メイク・アップ
- 十川ヒロコ – スタイリスト

- 前田のぶこ – スペシャル・サンクス
- 中島正雄 – スペシャル・サンクス
- 増田隆宣 – スペシャル・サンクス

## リリース日一覧
| No. | リリース日    | レーベル                                     | 規格   | カタログ番号 | 最高順位 | 備考                   | 出典          |
| --- | ------------- | -------------------------------------------- | ------ | ------------ | -------- | ---------------------- | ------------- |
| 1   | 1986年6月1日  | CBS・ソニー                                  | LP     | 28AH-2050    | 3位      |                        | [ 32 ]        |
| 2   | 1986年6月1日  | CBS・ソニー                                  | CD     | 32DH-450     | 3位      |                        |               |
| 3   | 1986年6月1日  | CBS・ソニー                                  | CT     | 28KH-1879    | 2位      |                        | [ 32 ]        |
| 4   | 1991年7月1日  | ソニー・ミュージックレコーズ                 | CD     | SRCL-2011    | -        |                        | [ 33 ] [ 34 ] |
| 5   | 2003年7月2日  | ソニー・ミュージックアソシエイテッドレコーズ | CD     | AICL-1452    | -        |                        | [ 35 ] [ 36 ] |
| 6   | 2012年11月7日 | ソニー・ミュージックレーベルズ               | AAC-LC | -            | -        | デジタル・ダウンロード | [ 37 ]        |